# 曙 (那覇市)
曙（あけぼの）は、沖縄県那覇市の町名。現行行政地名は曙一丁目から曙三丁目。住居表示実施済み。郵便番号は900-0002。

## 地理
市の北西部に位置し、海岸線を持つ。大部分が埋立地である。泊・天久・安謝・港町、浦添市西洲と隣接する。那覇新港があり、多くは工業用地として利用されているが、住居もある。

## 世帯数と人口
2021年（令和3年）11月30日現在の世帯数と人口は以下の通りである。
| 町丁    | 世帯数    | 人口    |
| ------- | --------- | ------- |
| 曙1丁目 | 907世帯   | 1,473人 |
| 曙2丁目 | 747世帯   | 1,361人 |
| 曙3丁目 | 977世帯   | 1,878人 |
| 計      | 1,931世帯 | 5,619人 |

## 小・中学校の学区
市立小・中学校に通う場合、学区（校区）は以下の通りとなる。
| 番地      | 小学校           | 中学校             |
| --------- | ---------------- | ------------------ |
| 三原1丁目 | 那覇市立曙小学校 | 那覇市立安岡中学校 |

## 交通

### 道路
地域内をほぼ南北に、沖縄県道82号那覇糸満線が縦断している。

## 施設

### 一丁目
- 那覇新港

### 二丁目
- 那覇市立曙小学校
- 沖縄銀行安謝支店
- 臨海寺

### 三丁目
- 琉球銀行安謝支店
- ローソン